# Panorpa peterseana
Panorpa peterseana är en näbbsländeart som beskrevs av Syuti Issiki 1927. Panorpa peterseana ingår i släktet Panorpa och familjen skorpionsländor. Inga underarter finns listade i Catalogue of Life.